# A rend őrzője (film, 2001)
A rend őrzője (eredeti cím: The Order) 2001-ben bemutatott amerikai akcióthriller Sheldon Lettich rendezésében. A forgatókönyvet Jean-Claude Van Damme és Les Weldon írta, a főbb szerepekben Van Damme, Sofia Milos, Brian Thompson, Ben Cross, Vernon Dobtcheff és Charlton Heston látható.

## Cselekmény
A film 1099-ben kezdődik, az első keresztes hadjárat végén, keresztes lovagokat bemutatva, amint kirabolják Jeruzsálemet és lemészárolják a helyi lakosságot. A keresztesek egyike, Charles Le Vaillant (Jean-Claude Van Damme), demoralizálódik a borzalmaktól és elhatározza, hogy új vallási rendet alapít. Ez a vallás, három másik tagjait egyesíti a régióból: keresztényeket, zsidókat és muszlimokat. Mint saját maga által vállalt vezető és messiás, Charles megírja a rend szent szövegeit, így később a keresztény egyház eretneknek nyilvánítja és folytonos támadások érik, amik során a szent szövegek utolsó fejezete elvész a sivatagban.
A mai Izraelben, a hívők, Le Vaillant követői, továbbra is gyakorolják tanításait, azonban az egyik tanítvány, Cyrus (Brian Thompson) torz képet alkot a rendről. Eközben Rudy Cafmeyer (Jean-Claude Van Damme) rabló és értékes történelmi műemlékek csempésze, betör egy erősen védett épületbe, ahol ellop egy értékes Fabergé-tojást, eközben a riasztó megszólal így ki kell menekülnie az épületből.
Vilägossá válik előttünk, hogy Rudy az apjának dolgozik, aki régész és múzeumi kurátor, Oscar “Ozzie” Cafmeyer (Vernon Dobtcheff), és hogy a Fabergé-tojást egy orosz maffiafőnöktől gyűjteményéből lopták el. Ozzie megtalálja a rend elveszett kéziratát is, ami tartalmaz egy ősi térképet Jeruzsálemről, amely egy mitikus zsidó kincs helyét ábrázolja. Ozzie Izraelbe utazik, ahol Cyrus elraboltatja őt.
Rudy értesül az elrablásáról, miközben Ozzie-val beszél telefonon, így Jeruzsálembe utazik, hogy megmentse. Ozzie társa, a Professzor Walt Finley (Charlton Heston) odaadja Rudynak egy széf kulcsát, amely Kelet-Jeruzsálemben található, pont, mielőtt ismeretlen támadók lelövik. Az izraeli rendőrfőnök, Ben Ner (Ben Cross), Rudy érkezését figyeli ellenségeskedve és intézkedéseket tesz, hogy Rudyt kitoloncolják. de egy rendőrhadnagynő, Dalia Barr (Sofia Milos) kockáztatja karrierjét, annak érdekében, hogy segítsen Rudynak. Később felfedi, hogy a rend tanítványa volt, de otthagyta, amikor betöltötte a 18-at.
Eközben Cyrus meggyilkolja a rend vezetőjét, Pierre Gaudet-t. Rudy kinyitja a széfet és talál benne egy térképet, amely egy sor alagutat mutat és egy kincstermet, Jeruzsálem alatt. Ben Ner, aki Cyrus társa volt, az arany után vágyik, amihez az alagutak vezetnek. Cyrus eközben abban reménykedik, hogy sikerül egy bombát elhelyeznie a ramadán alatt, ami az izraelieket a palesztinek ellen fordítaná. A film tetőpontján, Daliának és Rudynak be kell szivárogniuk a rend kolostorába, kiszabadítani Ozzie-t és megakadályozniuk egy robbanást, ami nyomást gyakorolna a Szentföldre, ahonnan már nem lenne visszaút.

## Szereplők
| Szerep                              | Színész               | Magyar hang     |
| ----------------------------------- | --------------------- | --------------- |
| Rudy Cafmeyer / Charles Le Vaillant | Jean-Claude Van Damme | Mihályi Győző   |
| Walter Finley professzor            | Charlton Heston       | Kristóf Tibor   |
| Dalia Barr hadnagy                  | Sofia Milos           | Horváth Lili    |
| Cyrus Jacob                         | Brian Thompson        | Csernák János   |
| Ben Ner                             | Ben Cross             | Breyer Zoltán   |
| Oscar Cafmeyer                      | Vernon Dobtcheff      | Versényi László |
| Jurij                               | Sasson Gabai          | Zágoni Zsolt    |
| Avram                               | Alon Aboutboul        | Schmied Zoltán  |

## Bevételi adatok
Spanyolországban a filmet jóval több mint 100 ezer ember látta, ebből a bevétel majdnem 600 ezer euró lett. Mexikóban 560 ezer dollár bevételt termelt. Bár az Amerikai Egyesült Államokban nem vetítették mozikban, így is jól teljesített, több mint 18 millió dollárt gyűjtve. Először az Egyesült Királyságban és Németországban adták ki DVD-n.[forrás?]